# Офиолитски меланж
Офиолитски меланж је бреча великих размера, стенска маса значајне величине, карактерисана недостатком континуираних слојева и инклузијом фрагмената стена свих величина, који се налазе у ситнозрном матриксу. Меланж се обично састоји од велике количине блокова велике величине, а различите литологије. Велики офиолитски меланжи формирају се на активним континенталним маргинама и састоје се од измењеног материјала океанске коре и блокова седимената континенталне падине, који су уклопљени у глиновити матрикс. Механизми мешања у оваквим геолошким условима укључују смичуће тектонске силе, дуктилне токове деформабилног матрикса засићеног водом (серпентинит), седиментне процесе (турбидитни токови, олистостроме), или неку комбинацију претходно наведених процеса. Неки већи блокови могу имати димензије и преко 1 километра.
Пре развоја теорије тектонике плоча, раних 1970-их година, било је тешко објаснити офиолитски меланж у светлу познатих геолошких механизама. Посебно проблематичан парадокс био је појављивање блокова стена из фације плавих шкриљаца (метаморфизам ниске температуре и високог притиска) у директном контакту са граувакама (грубозрни пешчари са литичним фрагментима), који су таложени у седиментационим условима. Познато је, нпр., да је офиолитски меланж Вардарске зоне на Балканском полуострву (западна Србија, источна Босна, јужни део Хрватске - Славонија) десетинама година погрешно означаван као дијабаз-рожначка формација, по најкрупнијим блоковима у оквиру меланжа, иако, запремински гледано, ових стена има најмање. 
Појаве офиолитског меланжа везане су за реверсне раседе у орогеним појасевима. Меланж се формира у акреционој призми изнад субдукционе зоне. Ултрамафитске офиолитске секвенце које су обдуковане на континенталну кору обично леже преко офиолитског меланжа. Офиолитски меланж може бити формиран и тектонским и седиментним процесима. Олистостроме су меланжи формирани турбидитним токовима, акумулацијом полу-течног материјала без површи слојевитости.